# Raad voor Verkiezingsbetwistingen
De Raad voor Verkiezingsbetwistingen is een Vlaams administratief rechtscollege dat de bezwaren behandelt die tegen een lokale verkiezing worden ingebracht en die de juistheid nagaat van de zetelverdeling tussen de lijsten en van de rangorde waarin de raadsleden en de opvolgers gekozen zijn verklaard.
Sinds 1 januari 2002 zijn in België de gewesten bevoegd voor de lokale besturen, inclusief de verkiezingen hiervan. De eerstvolgende verkiezingen vonden plaats in oktober 2006. Door het Vlaams Gewestelijk Kiesdecreet van 10 februari 2006 (dat de federale wetten wijzigde) werd een Raad voor Verkiezingsbetwistingen opgericht in elk van de vijf Vlaamse provincies. Hiermee werd deze taak onttrokken aan de deputatie, en dus van een politiek orgaan naar een onafhankelijk orgaan gebracht.
In het Lokaal en Provinciaal Kiesdecreet van 8 juli 2011 (dat de federale wetten verving) werd de Raad ondergebracht in deel 4, titel 2, hoofdstuk 1.
Reeds bij de oprichting van de provinciale raden was er discussie of er niet beter één raad zou komen. Door het decreet van 4 april 2014 werden met ingang van 1 november 2014 de vijf provinciale raden vervangen door een eengemaakte Raad voor Verkiezingsbetwistingen onder de overkoepelende structuur van de Dienst van de Bestuursrechtscolleges (DBRC), waaronder ook het Milieuhandhavingscollege en de Raad voor Vergunningsbetwistingen zich bevinden.